# Frank Boeckx
Frank Boeckx (Lier, 27 settembre 1986) è un allenatore di calcio ed ex calciatore belga, di ruolo portiere.

## Carriera

### Club
Cresciuto nel Sint-Truiden, con cui ha ottenuto 43 presenze, si è trasferito al Gent in data 16 luglio 2008. Dal 2008 al 2014 ha giocato 54 partite di campionato con i belgi prima di passare nel 2014-2015 al Royal Antwerp Football Club con cui ha ottenuto 29 presenze.
Nell'estate del 2015 si è trasferito al Royal Sporting Club Anderlecht.

### Nazionale
Ha fatto tutta la trafila delle Nazionali giovanili belghe fino all'Under-21,con cui ha esordito nel 2007.

## Palmarès

### Club

#### Competizioni nazionali
- Coppa del Belgio: 1

Gent: 2009-2010
- Campionato belga: 1

Anderlecht: 2016-2017